# Операция «Динара»

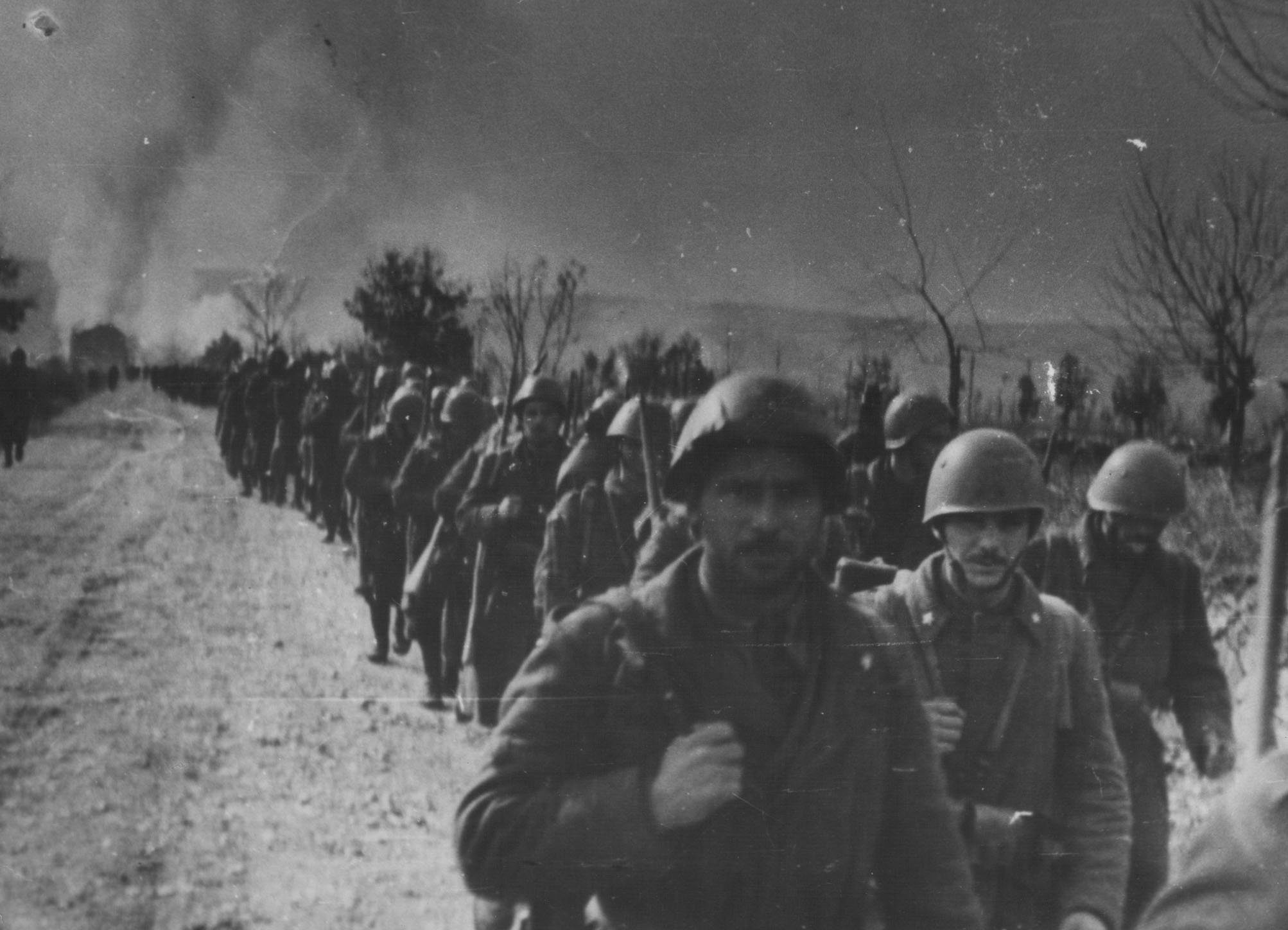
Итальянские войска в операции «Динара»

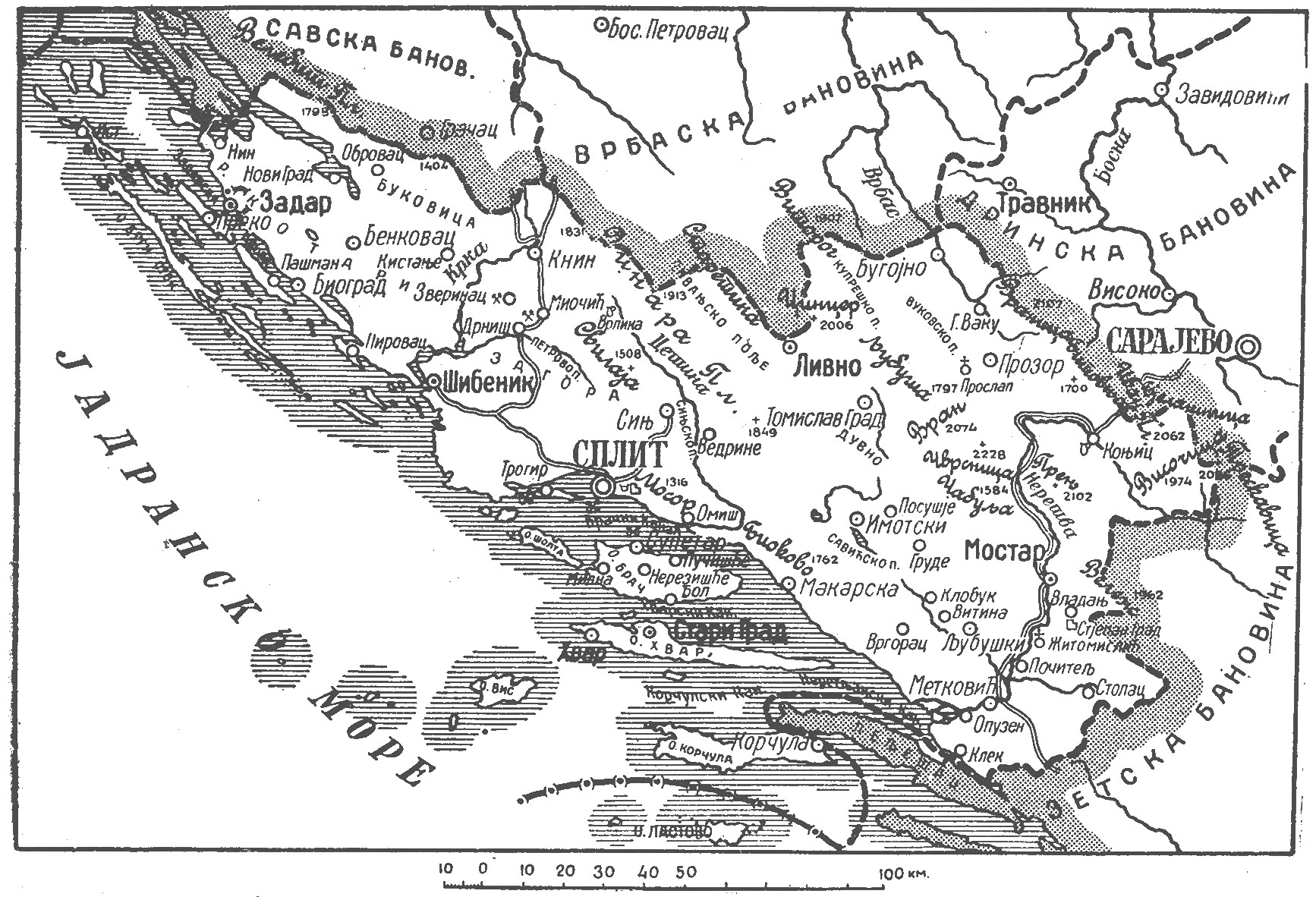
Карта ТВД

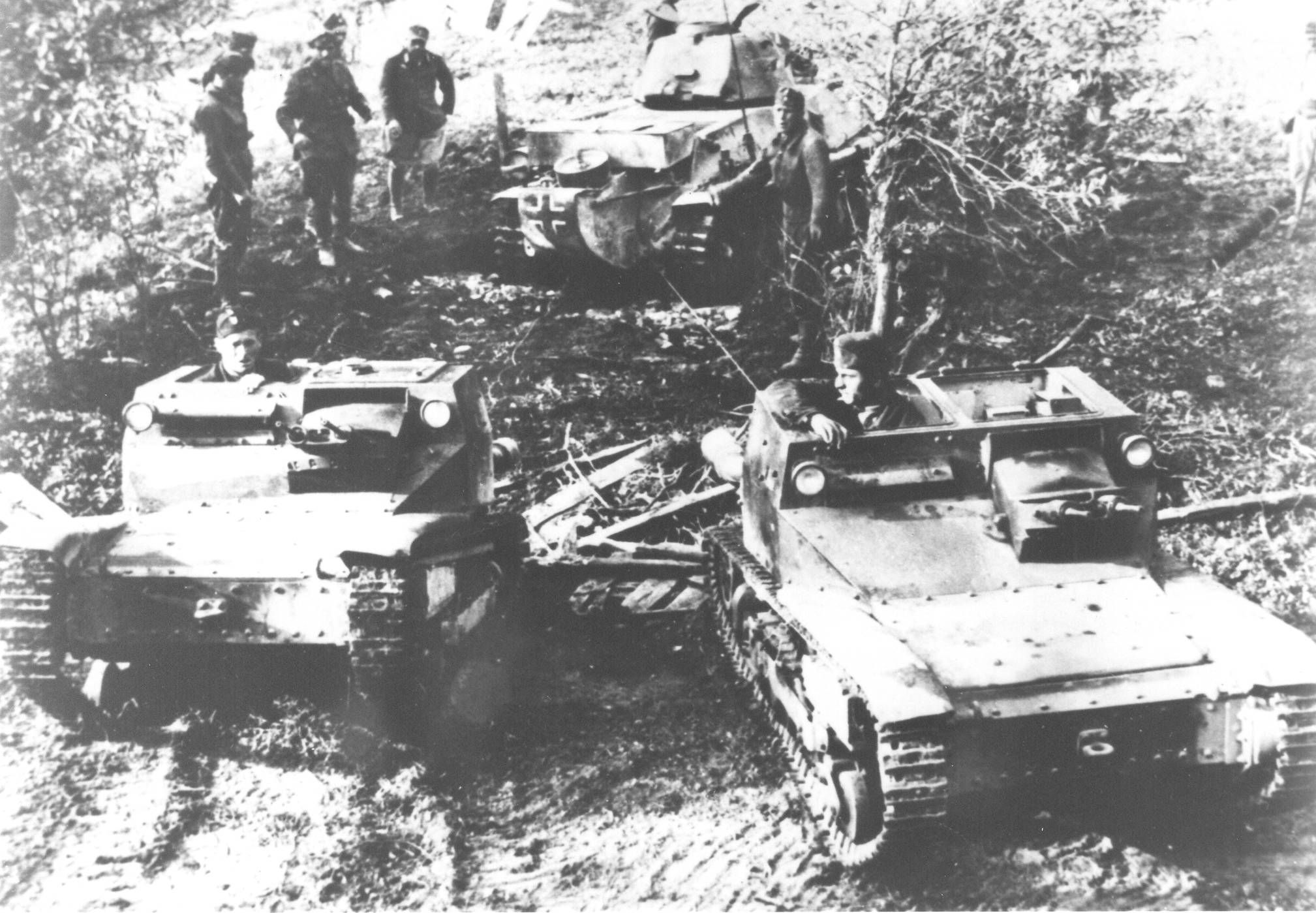
Бронетехника оккупантов в районе Яйце

Операция «Динара» (серб. Operacija Dinara) — серия операций, проведенных немецкими, итальянскими, хорватскими и четническими войсками осенью 1942 года против коммунистических партизан НОАЮ в западной Боснии и Герцеговине.
19 сентября 1942 года в Загребе состоялась встреча командующего 2-й итальянской армией генерала Марио Роата с главой НДХ Анте Павеличем, на которой, среди прочего, обсуждались вопросы, связанные с операцией против партизанских сил в Боснии и Герцеговине.
28 сентября 1942 года около 50 000 солдат начали наступательные операции из районов Баня-Лука, Травник, Мостар, Синь и Книн.
Основные силы немецких 714-й и 718-й пехотных дивизий, усиленные усташским батальоном, частями НДХ и пятью отрядами боснийских четников начали операцию «Яйце I», (часть операции «Динара») из районов Мостар — Баня-Лука — Дони-Вакуф — Травник и к 6 октября овладели Ключом, Мрконич-Градом и Яйце. Партизаны НОАЮ, располагавшие на этом участке шестью бригадами и двумя отрядами, были застигнуты врасплох и не могла из-за слабой связи оказать сильное сопротивление. Они были вынуждены отступать и смогли вытянуть свои части из-под удара превосходящих сил противника.
Для противодействия оккупационным и коллаборантским войскам Верховный штаб НОАЮ посылал на отдельные направления оперативные группы, обычно состоявшие из двух-трёх бригад и отдельных партизанских отрядов. Они атаковали фланги колонн противника или его части, расположенные в населённых пунктах, так как оккупационные войска были не в состоянии создать достаточно сильные группировки, не ослабляя гарнизонов в городах.
5 октября части 6-го итальянского армейского корпуса (4000 человек) и четников (5000 человек) пятью ударными колоннами при содействии частей 7-го и 15-го пехотных полков НДХ при поддержке авиации начали шестидневную операцию «Альфа» (цикл операции «Динара»), с целью оттеснения партизанских сил от Мостарского бокситового бассейна и железной дороги Сараево-Мостар. Растянувшаяся примерно на 60 км 10-я герцеговинская бригада НОАЮ не смогла оказать серьезного сопротивления итало-четническим войскам. Итальянская дивизия «Мессина» захватила Прозор. К 10 октября оккупанты заняли села Совиче, Щит и Равно, поднялись на плато, заняв Любуши, Врана, Паклини и Радуши, и на линии Дувно — Шуйица — Горни-Вакуф — Хаджичи установили связь с войсками НДХ. Четники разграбили и сожгли десятки деревень. Только в муниципалитете Прозор было убито 638 человек, женщин и детей и сожжено 656 домов.
12-13 октября в Сплите состоялась двухдневная встреча итальянских и хорватских командующих, в ходе которой был проанализирован первый этап операции «Динара» и уточнен план следующего этапа («Бета») — взятие Ливно, и («Гама») — взятие Гламоча.
21 октября части 18-го итальянского армейского корпуса вместе с усташами и четниками, всего 12-14 батальонов, начали шестью колоннами наступление на Ливно (Операция «Бета»). 23 октября части дивизий «Бергамо» и «Сассари» ворвались в Ливно. В то время как части НОАЮ успешно сдерживали пять колонн, прорыв шестой колонны из Купреса в Ливно вынудил партизанские отряды 26 октября отказаться от обороны на других направлениях и отступить в сторону Камешница и Гламоча.
Одновременно основные силы немецкой 718-й пехотной дивизии, усиленные силами НДХ (девять пехотных батальонов, 4 артиллерийских дивизиона и один танковый батальон), а также боевой группой четников (около двух батальонов), начали одиннадцатидневную операцию «Яйце II» по разгрому партизанских отрядов в Яне и Плеве. Партизанам удалось отступить и без больших потерь добраться до хребта Виторога. Немецкие солдаты разграбили и сожгли все брошенные деревни и убили часть людей, оставшихся дома.
Верховный штаб НОАЮ попытался провести контрнаступление, и в районе Босанско-Грахова против частей итальянской дивизии «Сассари» и четникской Динарской дивизии предприняли трехдневную контратаку 1-я и 2-я пролетарская и 4-я краинская бригады с целью парализовать действия противника. В связи с медленным сосредоточением сил внезапность достигнута не была, поэтому контратака не увенчалась успехом.
В ходе проведённых операций оккупанты захватили часть свободной территории вокруг Прозора, Ливно и Яйце, но их силы растянулась и истощилась, поэтому 31 октября они приостановил действия, не проведя еще двух плановых операций.